# دان نوولو
دن نوولو (انگلیسی: Don Novello؛ زادهٔ ۱ ژانویهٔ ۱۹۴۳) یک هنرپیشه، و فیلم‌نامه‌نویس اهل ایالات متحده آمریکا است. وی از سال ۱۹۶۳ میلادی تاکنون مشغول فعالیت بوده‌است.
از فیلم‌های معروف او می‌توان به گویندگی در انیمیشن ماجراهای راکی و بولوینکل، دفتر مرکزی و فقط بلیط اشاره کرد.